# Hoge Synagoge (Krakau)

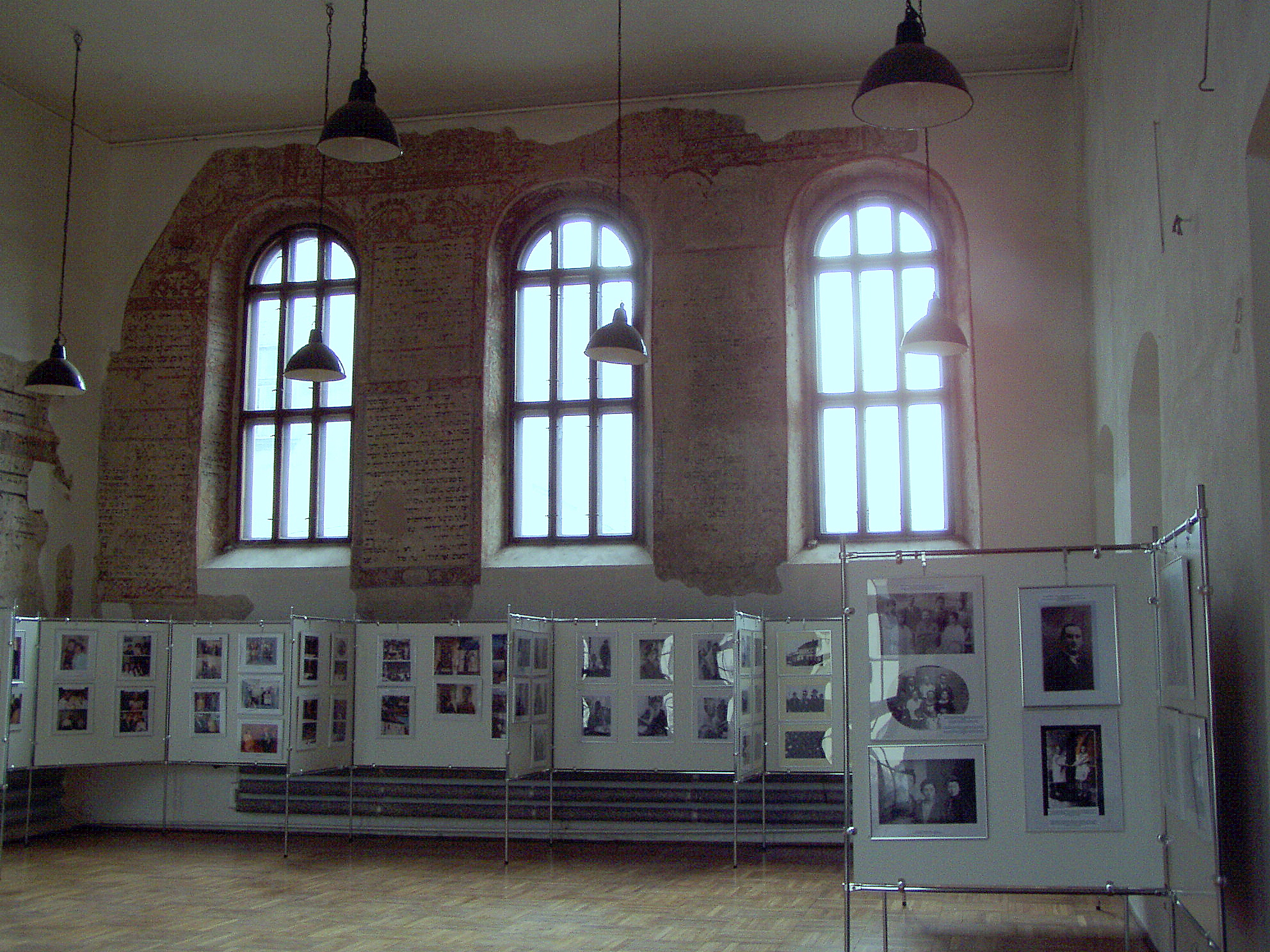
interieur van de Hoge Synagoge

De Hoge Synagoge (Pools: Synagoga Wysoka of Bożnica Wysoka) ook wel Nieuwe Synagoge genoemd, is een synagoge in de tegenwoordige Krakause wijk, maar voor 1791 de (Joodse) stad Kazimierz. De synagoge werd gebouwd in 1563 en gebaseerd op de Hoge Synagoge in Praag. De reden dat de synagoge Hoge Synagoge heet is omdat de gebedsruimte zich op de eerste en de tweede verdieping bevond. Deze synagoge was jarenlang de hoogste van de stad Kazimierz.
De synagoge werd op verzoek van een joodse koopman gebouwd, nadat toestemming was verleend door Koning Sigismund II August van Polen. De synagoge werd gebouwd in 1563 door Sefardische joden. De synagoge is gebouwd in de stijl van de Renaissance. Op de binnenmuren van het gebedshuis bevinden zich schilderijen van scènes in Jeruzalem, zoals het Graf van de Israëlische koningen en de westmuur (beter bekend onder de naam klaagmuur). In de vrouwengalerij bevinden zich schilderingen van leeuwen. Tegenwoordig is er een expositieruimte in het gebouw gevestigd. De synagoge werd gebouwd boven winkels. De boekwinkel "Austeria" is met een grote collectie Judäica op de begane grond van het gebouw gevestigd. De Hoge Synagoge was de derde synagoge die in Kazimierz gebouwd werd. De twee oudere synagogen in de stad zijn de Remuhsynagoge en de Oude Synagoge.